# Ecocity Futsal Genzano
L'Associazione Sportiva Dilettantistica Ecocity Futsal Genzano è una squadra italiana di calcio a 5 con sede a Genzano di Roma.

## Storia

### Fondazione e primi passi
L'Ecocity Genzano Calcio a 5 è nato nella città di Genzano di Roma, un comune situato nella zona dei Castelli Romani, nella provincia di Roma. Il club è stato fondato con l'intento di promuovere il calcio a 5 a livello locale, mettendo al centro della sua attività la formazione dei giovani e la crescita del movimento sportivo. La passione per questo sport ha fatto sì che la squadra guadagnasse una buona visibilità, entrando nelle competizioni regionali e cominciando a farsi strada nei campionati di serie minori.
Ascesa e successi nelle categorie inferiori
Nei primi anni di attività, l'Ecocity Genzano ha principalmente partecipato a campionati di serie C e categorie inferiori. Nonostante fosse una realtà giovane, la squadra ha mostrato buone potenzialità e determinazione. Questo ha permesso al club di guadagnarsi la promozione nelle categorie superiori, affrontando formazioni più competitive.
La Serie B e la crescita del club
Il club ha raggiunto la Serie B, uno dei traguardi più significativi della sua storia, mettendo in evidenza la sua crescita e la solidità della sua organizzazione. L'approdo in una delle serie superiori del calcio a 5 italiano ha rappresentato un punto di svolta per l'Ecocity Genzano, che ha potuto confrontarsi con realtà di maggiore livello e, allo stesso tempo, ambire a traguardi più ambiziosi.
L'impegno verso il settore giovanile
Una delle caratteristiche distintive dell'Ecocity Genzano è l'attenzione che il club ha dedicato alla formazione dei giovani talenti. Il club ha lavorato duramente per sviluppare un settore giovanile solido e produttivo, puntando su giovani calciatori e formando nuovi atleti. Questo approccio ha permesso al club di nutrire la propria prima squadra con nuovi talenti locali, ma anche di diventare un punto di riferimento per il calcio a 5 nella sua area.
Identità e tifoseria
Pur non avendo la visibilità di club più noti, l'Ecocity Genzano Calcio a 5 ha sempre avuto un forte legame con la comunità locale. I tifosi, anche se non numerosi come quelli di club più prestigiosi, sono sempre stati molto appassionati e hanno supportato la squadra con grande entusiasmo. La tifoseria rappresenta una parte fondamentale del club, e il legame con la città di Genzano ha sempre avuto un grande valore simbolico. Per la stagione 2024/2025 il club ha adottato la canzone “Noi Siamo Genzano” ( Sergio De Bella ) come inno ufficiale per le partite in casa a suggello dei valori di fierezza, unione e appartenenza che sono le caratteristiche fondanti della Società.
Sfide e difficoltà
Come molte squadre di calcio a 5, anche l'Ecocity Genzano ha dovuto affrontare le difficoltà economiche e organizzative tipiche di una realtà che cerca di emergere in un ambiente competitivo. Tuttavia, la passione e la determinazione del club hanno permesso di superare gli ostacoli, e il Genzano ha continuato a rappresentare un'importante realtà nel panorama del futsal regionale.
Conclusioni
L'Ecocity Genzano Calcio a 5 ha avuto una storia caratterizzata da crescita, sacrifici e passione per il futsal. Sebbene non sia uno dei club più blasonati a livello nazionale, la sua identità locale, il suo impegno nella formazione dei giovani e i traguardi raggiunti nelle categorie superiori ne fanno una realtà significativa per il calcio a 5, soprattutto nel Lazio e nella zona dei Castelli Romani.
Nel 2024 partecipa alla Serie A.